# Адам Крулікевич
Адам Лукаш Крулікевич (пол. Adam Łukasz Królikiewicz; 9 грудня 1894, Львів — 4 травня 1966, Констанцин-Єзьорна) — перший олімпійський медаліст в індивідуальних виступах серед громадян Польщі і вихідців зі Львова, майор кавалерії ВП.
З 1914 був кавалеристом Легіонів Польських австрійської армії. Отримав орден Virtuti Militari V ступеня. З 1918 був на службі у Війську Польському, де дослужився до звання майора. У 1935—1939 роках був керівником науки верхової їзди Центру шкільництва кавалерії.
На літніх Олімпійських іграх в Парижі 1924 на коні Пікадор отримав бронзову медаль у подоланні перешкод — конкурі. У першому рейтингу спортсменів 1926 «Перегляду спортивного» (Przeglądu Sportowego) зайняв 7 місце. Після 1945 був кінним тренером і інструктором.
Помер внаслідок отриманих поранень на зйомках кінофільму А. Вайди «Попіл», де він був консультантом і спробував виконати трюк.